# This War of Mine
This War of Mine (с англ. — «Эта моя война») — компьютерная игра в жанре симулятора выживания с элементами стелс-экшена, разработанная польской студией 11 bit studios. Действие игры разворачивается в вымышленном городе, охваченном войной; группа героев под управлением игрока — обычные мирные жители, пытающиеся выжить в зоне военных действий. Они должны обустроить для себя убежище, делать вылазки за припасами и поддерживать те или иные отношения с другими жителями города; игра требует от игрока принимать трудные и не всегда этичные решения, чтобы спасти жизни персонажей. Создатели игры руководствовались антивоенным посылом, желая продемонстрировать, что война — это на самом деле ад.

## Игровой процесс
В This War of Mine игрок управляет группой гражданских лиц в городе. Всего на выбор даётся 12 персонажей, среди которых есть и мужчины, и женщины. У разных персонажей разные биографии и соответственно разные характеристики и умения: например, спортсмен Павло умеет быстро бегать, повар Бруно хорошо готовит и так далее. Через случайное количество дней к группе могут присоединяться новые персонажи, даже если группа состоит из четырёх человек или больше. Персонажи испытывают голод, усталость, при низкой температуре могут заболеть, при ранениях — истечь кровью, а при плохом моральном состоянии могут уйти из убежища (забрав с собой часть припасов группы) или совершить самоубийство. Дополнение This War of Mine: The Little Ones даёт доступ к новым дополнительным персонажам, среди которых есть дети и взрослые. Все персонажи основаны на реальных прообразах — знакомых разработчикам людях.
Игровой процесс разделён на две основные фазы — дневную и ночную. Днём игрок занимается обустройством убежища, поручая членам группы разные задачи — готовить еду, строить, расчищать завалы, оказывать товарищам медицинскую помощь или моральную поддержку. Ночью один из героев на выбор игрока отправляется на вылазку за припасами в другую часть города — игрок управляет им напрямую, и эти сегменты представляют собой стелс-игру: часть локации вне поля зрения персонажа скрыта «туманом», и её нужно исследовать постепенно. С разными локациями связаны разные риски и выгоды: например, в заброшенном супермаркете можно найти еду, но там легко столкнуться с бандитами и другими мародёрами. Игрок должен следить за перемещением неигровых персонажей и звуками, которые издаёт управляемый герой: он может передвигаться тихо, но медленно, тогда как бег вызывает громкие звуки, отмечаемые на экране визуальными индикаторами — такие же индикаторы оставляет на экране и перемещение крыс или других людей. Неигровые персонажи могут обследовать источник звука; если они обнаружат героя, то так или иначе среагируют на его появление — в то время как одни могут забиться в угол от страха или предложить меновую торговлю, другие могут атаковать незнакомца с оружием в руках. Игрок может безнаказанно грабить дома других выживших, но аморальные поступки вгоняют персонажей в депрессию — подавленный ночными событиями персонаж станет недоступным в следующей дневной фазе.
Основные проблемы, с которыми сталкивается игрок: нехватка провизии, дефицит медикаментов, а также холод и вооружённые мародёры. Действие игры происходит с осени по весну. В холодное время года менее значимой становится проблема добычи воды — можно набирать на улице снег и растапливать его, но становится актуальной проблема холода — чтобы персонажи не заболевали, необходимо постоянно отапливать убежище, тратя при этом дрова. Игроку придётся принимать сложные моральные решения, от которых зависит эмоциональное состояние персонажей и их дальнейшая судьба, например — приказать персонажу обворовать или даже ограбить и убить мирного жителя, чтобы спасти от голодной смерти других членов группы.
События игры генерируются случайно — в разных прохождениях всё может сильно отличаться. Например, если в первом прохождении один персонаж обращался к группе игрока за помощью, то во втором он может быть настроен к ней агрессивно и не пускать в свой дом. Длительность блокады города составляет от 20-ти до 80-ти дней.

## Разработка
По воспоминаниям главного сценариста игры Павла Меховского, к идее создать игру о мирных жителях на войне студию подтолкнула статья анонимного автора «Сто дней в аду», рассказывающая о Боснийской войне. Её автор пережил осаду Мостара — в частности, статья описывала, как вода в реке стала непригодной для питья, и его семье пришлось соорудить устройство для сбора дождевой воды; позже, зимой, им пришлось рубить на дрова деревянные предметы, чтобы не замёрзнуть. Сотрудники 11 bit studios посчитали, что это интересная тема для игры. С самого начала разработчики решили, что действие игры должно происходить в городе: «мирные жители не прячутся от войны в лесу, потому что то, от чего зависят их жизни, находится там, где они живут». При создании игровых механик This War of Mine студия старалась делать их как можно более близкими к реальности, хотя помня и о том, что игра должна быть увлекательной. По словам Меховского, в игре нет режима обучения, потому что в реальной жизни, когда начинается война, «никто не говорит вам, что делать, никакого обучения нет». Разработчики черпали многие идеи из статей и рассказов о Боснийской войне, в частности, об осаде Сараева в 1992—1995 годах — так, Меховский вспоминал статью Amnesty International о работе больниц во время осады и медицинской сортировке, когда врачи в условиях нехватки бинтов и антибиотиков решали, кому из пациентов жить, а кому умереть; водка в осаждённом Сараеве стала играть роль денег — как раз поэтому в игре можно построить самогонный аппарат и менять алкоголь на другие ценности. Из-за снайперов жители Сараева боялись выходить из дома днём и совершали вылазки в тёмное время суток — это отражено и в игре. Уже во времена работы над игрой Эмир Черимович — разработчик-одиночка, ребёнком переживший осаду Сараева и также выпустивший собственную инди-игру об этих событиях — связался с 11 bit studios и поучаствовал в создании This War of Mine.
Прообразом войны в городе Погорень в стране Гразнавии — вымышленном месте действия игры — стали прежде всего осады городов в европейских войнах XX века, географически близких к Польше: помимо осады Сараева, это были битва за Грозный во время Второй чеченской войны, события Второй мировой войны — Варшавское восстание и блокада Ленинграда. Положение дел в вымышленной Погорени хуже, чем в реальном Сараеве — если в столице Боснии даже во время осады всё-таки действовали органы власти, Погорень погружён в полную анархию. Меховский подчеркивал, что игра не изображает какой-то конкретный конфликт — разработчики обращались к разным реальным войнам, из которых военные действия в Югославии просто «лучше всего документированы»; послание, которое игра пытается донести до игроков — «это может случиться в любом городе; может случиться и в вашем городе». Другой сценарист Войцех Сетлак вспоминал, что много читал о жизни мирных жителей на охваченных войной территориях, и эти чтения вгоняли его в такую депрессию, что ему приходилось прерываться — слишком легко было найти описания таких страшных страданий, что их неудобно было включать в игру. В игре в какой-то мере отразились и современные для времён разработки события — в частности, бои в Алеппо во время гражданской войны в Сирии и бои в Донецком аэропорту во время войны в Донбассе. Одна из доступных в игре локаций, аэропорт, создана по образу и подобию Донецкого аэропорта. Как вспоминал Войцех Сетлак, в марте 2014 года разработчики обсуждали, как закончить игру, и он предлагал в концовке показать ввод войск какой-то другой соседней державы — та пользуется положением в Гразнавии и захватывает контроль над частью страны. Вскоре на фоне новостей о появлении «зелёных человечков» в Крыму и аннексии Крыма Российской Федерацией разработчики решили отказаться от этой идеи.
В ноябре 2014 года стали доступны для скачивания пиратские копии игры, в ответ разработчики из 11 bit studios опубликовали письмо, в котором с пониманием отнеслись к людям, скачавшим пиратские копии, и разместили в комментариях к письму десять серийных ключей для активации игры в игровом сервисе Steam.

### Релиз на консолях
29 января 2016 года на консолях PS4 и Xbox One вышло существенно дополненное и доработанное издание игры This War of Mine: The Little Ones. При поддержке издательства Deep Silver. Как говорят разработчики, в игру добавлен последний «недостающий элемент» — дети. Один из главных разработчиков — Павел Меховский — разрешил, чтобы его сын и дочь участвовали в разработке игры, поскольку не каждый родитель даст разрешение на участие в такой игре, где его ребёнок может погибнуть, а он хотел сделать игру как можно более реалистичной. Это дополнение добавляет новые локации, крафт новых предметов, а также обучение крафту детей и другие новые ситуации в игровой процесс.

## Загружаемый контент
9 марта 2015 года вышло дополнение This War of Mine: War Сhild Сharity в которое вошли графические работы и стрит-арты, таких художников как M-City, SeaCreative, Эмир Кримович, Fauxreel и многих других. Граффити разбросаны по всем локациям мира игры. Как заявили разработчики, все средства, полученные от продаж данного дополнения, передавались в благотворительный фонд War Child.

### Обещание отца
15 ноября 2017 года, в честь трёхлетия игры, было анонсировано дополнение «Истории», представляющее собой набор историй различных новых персонажей игры. В этот же день состоялся выход первой части.
Сюжет дополнения разворачивается вокруг человека по имени Адам и его дочери Амелии. После начала войны они успели укрыться в полуразрушенном доме напротив своей старой квартиры, однако вскоре Амелия заболела. Первое время Адам не покидает дом и несколько дней подряд не спит, пытаясь найти лекарства для дочери, однако их нигде нет, а пришедший торговец говорит, что их сейчас очень сложно найти, и обещает постараться, однако даже они не сильно помогают. Через пару дней к убежищу приходит брат Адама, который упрашивает его пойти на военный кордон вместе с Амелией и использовать её в качестве «билета из города», так как военные пропускают людей с детьми. Но Адам отказывается, так как, по его мнению, Амелия слишком больна и не перенесёт этого похода, и выставляет брата за дверь. Вскоре Адам теряет сознание от недостатка сна, а очнувшись, не обнаруживает Амелии в постели. Решив, что её похитил брат, он направляется к его дому.
В доме брата Адам не находит ничего, кроме улики, ведущей к аптеке. Там он находит труп своего брата и плюшевую игрушку, которую ранее сам отдал Амелии. На полу обнаруживаются кровавые следы, идущие к выходу из аптеки и аллее, ведущей к школе и автозаправке. В школе Адам встречает нескольких бездомных, один из которых знает что-то об Амелии, но соглашается рассказать только за еду; после того, как Адам с трудом её добывает, он узнаёт, что кто-то забрал Амелию в госпиталь. В госпитале он встречает женщину, одетую в куртку, которая была на Амелии; женщина говорит, что куртку дала ей медсестра. Медсестра сообщает, что Амелия действительно была здесь, но ей занимался доктор, которого не так давно забрали какие-то вооружённые люди, обосновавшиеся в старом магазине игрушек.
Там Адам обнаруживает, что солдаты обвиняют доктора в помощи беглецам, и пытают его, пытаясь узнать, куда они направились. Перед главным героем встаёт выбор — освободить доктора либо тихо наблюдать. В итоге Адам узнаёт, что люди, среди которых была маленькая девочка, бежали в старую церковь. Перед церковью герой обнаруживает множество тел людей, которых явно казнили, а внутри — немногочисленных выживших во главе с пастором, который заявляет, что среди той кучи трупов нет Амелии, но сейчас она здесь, и выводит Адама на задний двор церкви, где располагается кладбище.
Проходя всё дальше по кладбищу, главный герой начинает вспоминать подробности той ночи, когда он потерял сознание. Оказывается, это не его брат похитил Амелию, а он сам выбрался с ней, чтобы найти лекарства. Не обнаружив ничего в аптеке, герой направился в госпиталь, где доктор, осмотрев Амелию, объявил о том, что они ничего не могут сделать. Дойдя до самой крайней могилы, Адам вспоминает, что именно в ней он похоронил Амелию, которая всё же не справилась с болезнью. Из-за сильного стресса у Адама случилась диссоциативная амнезия, и поэтому он забыл всё, что произошло той ночью. История заканчивается на том, что Адам падает на колени перед могилой дочери.

### Последняя передача
14 ноября 2018 года, в день четырёхлетия игры, состоялся выход второй истории. Сюжет дополнения разворачивается вокруг Малика и его жены Эзмы. Они живут на заброшенной радиостанции, где Малик раньше работал ведущим. Малик — калека и не может выходить из дома. Поэтому его жене Эзме приходится совершать ночные вылазки в различные локации и добывать информацию для своего мужа, которую он передает в эфире. Благодаря ему жители могут узнать различные новости, например, о брошенном грузовике с продуктами и медикаментами, снайпере в местном парке, дефиците кофе в городе и другом.

### Тлеющие угли
Следующая история вышла 6 августа 2019 года. Анджа, борясь за выживание во время войны, должна решить, что важнее — наследие или личность. Финал меняется в зависимости от выбора игрока.

### Забудьте о праздниках
11 декабря 2024 года в честь 10-летия игры было выпущено очередное благотворительное дополнение, прибыль от продажи которого поступит в фонды War Child, Amnesty International, Liberty Ukraine и Indie Games Poland Foundation.

## Продажи
По заявлениям разработчиков, разработка игры окупилась на второй день после её выхода. Игру приобрели в 92 странах мира. Около 33 % покупок пришлось на США, а среди европейских стран игра вызвала наибольший спрос в России, Германии и Великобритании. Летом 2018 года, благодаря уязвимости в защите Steam Web API, стало известно, что точное количество пользователей сервиса Steam, которые играли в игру хотя бы один раз, составляет 2 817 954 человека. 3 апреля 2019 года создатели сообщили в Steam, что им удалось реализовать 4,5 миллиона копий. 10 мая 2022 года This War of Mine достигла 7 миллионов проданных копий. 18 января 2024 года 11bit сообщила о превышении 9 миллионов копий.

## Рецензии и оценки
| Сводный рейтинг       | Сводный рейтинг                                                                               |
| Агрегатор             | Оценка                                                                                        |
| --------------------- | --------------------------------------------------------------------------------------------- |
| GameRankings          | 83,77 % (PC) 78,20 % (XONE) 75,26 % (PS4)                                                     |
| Metacritic            | 83/100 (PC) 90/100 (iOS) 78/100 (PS4) 82/100 (PS5) 78/100 (XOne) 85/100 (XBXS 80/100 (Switch) |
| OpenCritic            | 85/100                                                                                        |
| «Критиканство»        | 83/100                                                                                        |
| Иноязычные издания    |                                                                                               |
| Издание               | Оценка                                                                                        |
| 4Players              | 9/10                                                                                          |
| Destructoid           | 6,5/10                                                                                        |
| Edge                  | 9/10                                                                                          |
| Eurogamer             | 8/10                                                                                          |
| Game Informer         | 8/10                                                                                          |
| GameRevolution        | [ 44 ]                                                                                        |
| GameSpot              | 8/10                                                                                          |
| GameTrailers          | 8,5/10                                                                                        |
| GameZone              | 7,5/10                                                                                        |
| IGN                   | 8,4/10                                                                                        |
| Jeuxvideo.com         | 17/20                                                                                         |
| PCGamesN              | 8/10                                                                                          |
| PC Gamer (US)         | 80/100                                                                                        |
| Push Square           | 9/10                                                                                          |
| Digital Spy           | [ 52 ]                                                                                        |
| Русскоязычные издания |                                                                                               |
| Издание               | Оценка                                                                                        |
| 3DNews                | 9/10                                                                                          |
| Absolute Games        | 90 %                                                                                          |
| GameMAG.ru            | 7/10                                                                                          |
| PlayGround.ru         | 7/10                                                                                          |
| Riot Pixels           | 75 %                                                                                          |
| «Игромания»           | 7,5/10                                                                                        |
| «Игры Mail.ru»        | 9,5/10                                                                                        |
| «Канобу»              | 9/10                                                                                          |

По данным агрегатора Metacritic, версия игры для персональных компьютеров получила «преимущественно положительные» отзывы прессы, версия для мобильных устройств (iOS) — «всеобщее признание».
Редактор Eurogamer Мартин Робинсон описывал This War of Mine как «нарочито мрачную игру», сравнивая её с тематически схожей Papers, Please — по его мнению, обе эти игры предлагают игроку «грамотно сконструированные и хорошо смазанные» системы, понемногу затягивающие игрока своим гипнотическим ритмом, так, что ужасы войны в This War of Mine даже отчасти скрадываются по-настоящему увлекательным геймплеем. Робинсон при этом выражал благодарность разработчикам за твердость, с которой они передают в игре своё простое послание — «война — это ад, и нас всех может затянуть в её безнравственную пучину». Тамир Хусейн в обзоре для PC Gamer охарактеризовал игру как «жёсткое высказывание о войне… важное, но беспощадно жестокое», похвалив умело реализованные механики скрытности в духе Mark of the Ninja и менеджмента ресурсов.
По словам рецензента Игры@Mail.ru Максима Еремеева, ради игр, подобных This War of Mine, «и существует инди-сцена как таковая»: крупные издатели и разработчики больше озабочены играми-блокбастерами, в которых потребитель должен получить удовольствие и расслабиться, и вряд ли выпустили бы такую игру. По мнению Еремеева, если сравнивать игры с фильмами и книгами о войне, другие игры на эту тему — даже симуляторы выживания — больше похожи на фильм «Спасти рядового Райана», а This War of Mine — на «Бабий Яр».
По мнению Владимира Ильина в статье для «Новой газеты», This War of Mine предложила «совсем другую логику» по сравнению с обычными играми о войне: вылазки за пропитанием, холод, невозможность сохранить моральный облик перед лицом смерти, психологические расстройства — война состоит из таких элементов, а вовсе не из славных подвигов. Игрока ставят на место тех людей, которые обычно находятся за декорациями. В развитых странах это воспринимается как нечто далёкое и абстрактное. В таком случае видеоигры приобретают новую ценность — возможность напомнить, что «война никогда не меняется».

## Влияние
В 2020 году канцелярия премьер-министра Польши объявила, что This War of Mine будет добавлена в список рекомендуемой литературы для чтения в польских средних школах в 2020–2021 учебном году. Это была первая в мире инициатива по добавлению видеоигры в список рекомендуемой литературы для чтения в школе.
После вторжения России на Украину в 2022 году 11 Bit Studios объявила, что вся прибыль, полученная от This War of Mine за семь дней, начиная с 24 февраля 2022 года, будет передана Украинскому Красному Кресту для прямой поддержки жертв. За неделю компания собрала более 500 000 фунтов стерлингов. Всего было собрано 850 000 долларов.
В 2023 году игра стала частью коллекции видеоигр, представленных в Музее современного искусства.